# Dispute théologique
 (janvier 2012).
Améliorez-le ou discutez des points à vérifier. 
La dispute théologique est une forme de débat dont l'apogée eut lieu dans l'Occident médiéval, notamment avec le débat entre Abélard et Bernard de Clairvaux), et la discussion que Pierre Abélard imagina dans son Dialogue entre un philosophe, un juif et un chrétien. 
Le plus souvent, les chefs religieux se réunissaient autour des princes, des rois et des empereurs pour disputer entre eux et prouver que leur religion était la vraie. 

## Antiquité
Dans la haute antiquité biblique, la dispute entre Moïse et les prêtres de Râ en présence du pharaon est typique de ce mode de débat.
En Russie, dans le pays des Khazars, dans les Indes, mais aussi dans le mode greco-romain et en Chine, ces disputatio avaient souvent pour but de désigner quelle serait la religion d'État.
Les travaux de Jacob Neusner  traitent de ce sujet et expliquent ainsi l'origine khazare de plusieurs juifs. 
La tolérance n'a pas existé de tout temps. Déjà Platon rêvait de brûler en place publique les œuvres de Démocrite.
Les Romains voyaient les chrétiens comme une menace par rapport à l'autorité de l'empereur.
Les premiers chrétiens de leur côté ne voyaient pas d'un bon œil les croyances des civilisations dans lesquelles ils vivaient. En témoignent les graffitis sur les monuments de l'Égypte antique, qui montrent que les premiers chrétiens d'Égypte n'étaient pas tolérants pour les symboles de ce qu'ils appelèrent le paganisme.

## Moyen ÂgeetRenaissance
Ultérieurement, chaque religion a considéré les autres religions comme n'étant pas la vérité révélée. C'est ainsi que les premiers contacts entre l'islam et le christianisme furent souvent difficiles, et donnèrent lieu à des guerres impitoyables comme les croisades. Dans le monde chrétien, on tenait les Juifs, pour responsables de la mort du Christ, autrement dit le peuple juif était considéré comme déicide, jusque dans la liturgie catholique, et les Juifs étaient exclus d'un grand nombre de fonctions dans la société.
Tout n'était pas aussi noir que pourrait le laisser penser un tableau aussi superficiel. Il y eut des exceptions aux pratiques d'intolérance :
- Le moine Gerbert d'Aurillac, fut envoyé en Catalogne afin de parfaire son éducation scientifique, et l'on raconte qu'il eut peut-être des contacts directs avec l'Espagne musulmane. Il fut néanmoins excommunié avant de devenir pape sous le nom de Sylvestre II vers l'an mil,
- Saint François d'Assise s'interposa avec succès entre les chrétiens et les musulmans lors d'une croisade.
- La république de Venise envoya des navigateurs et des explorateurs qui durent affronter la réalité de la présence d'autres religions dans les régions explorées (Moyen-Orient, Asie),
- François Xavier vécut lors de sa mission au Japon l'importance de la compréhension de la culture du pays,
- Matteo Ricci vécut longtemps en Chine et introduisit des rites catholiques spécifiques dans ce pays.

Aux contacts entre les civilisations, existaient des formes d'échanges culturels que l'on peut considérer comme les prémices du dialogue inter-religieux : califat de Cordoue, Sicile à l'époque de Roger II de Sicile.
Ces exemples de dialogue interculturel se fondaient, à partir de la Renaissance du XIIe siècle, sur un fondement philosophique clair : Pierre Abélard avait rédigé en 1142 le Dialogue entre un philosophe, un juif, et un chrétien, qui resta inachevé. Le philosophe dont il s'agissait était le plus sceptique des trois.

La Renaissance poursuivit cette tendance de fond.

## Réforme protestante
À plusieurs reprises pendant la réforme protestante, particulièrement en Suisse, des disputes théologiques sont organisées, souvent avec la collaboration des autorités civiles, dans le but de convaincre de la nécessité de réformer l'Église. Les premières disputes sont organisées par la ville de Zurich et Ulrich Zwingli contre l'évêque de Constance les 29 janvier et 26 octobre 1523 et ont pour effet d'officialiser l'introduction de la réforme par la ville.
Dans les années suivantes, plusieurs disputes, toutes se terminant en faveur de la réforme protestante, sont organisées respectivement à Baden en 1526 (à la suite de laquelle Zwingli est excommunié), à Berne du 6 au 26 janvier 1528 puis à Lausanne, du premier au 8 octobre 1536. Dans ce dernier cas, la dispute fut organisée quelques jours après l'invasion du pays de Vaud par Berne, déjà convertie; emmenés par Guillaume Farel, Jean Calvin et Pierre Viret, les protestants l'emportèrent, permettant au gouvernement bernois d'interdire, le 19 octobre 1536, la célébration de la messe.
Spécificités de ces disputes, elles ne se déroulent pas en latin, mais dans la langue locale (donc en suisse allemand dans la majorité des cas) et ne doivent utiliser que des arguments tirés de la Bible, l'utilisation ou les références aux conciles ou aux décrets pontificaux étant exclus.

## Révolution française
La Révolution française posa la question du statut des citoyens en général. Cela concerna les prêtres catholiques (voir constitution civile du clergé) mais aussi les citoyens des religions autres que le catholicisme, et notamment des Juifs qui étaient écartés de la plupart des fonctions.